# Tarantinos
Tarantinos — дніпропетровський російськомовний реп-гурт, створений у 2013 році.

## Історія створення
Гурт створений реп продюсером Денисом Гільцем у 2013 році на базі продюсерського агентства «Fresh music & Am Records». Дане агентство та студія звукозапису є організаторами наймасштабнішого реп фестивалю в Україні «Hip Hop Wave fest». Незважаючи на те, що гурт «Tarantinos» створений у 2013 році, він має багатий досвід виступів та написань якісних пісень, так як раніше учасники більше п'яти років пропрацювали в інших реп та рок проектах. 
У творчості учасників гурту важко знайти негатив. Ними рухає любов до міста, пристрасть до вуличних гонок та футболу, яскраво виражене пропагування дружби.
За час свого існування Тарантінос випустили три альбоми, дистриб'юторами яких є «SundesireMedia» (Велика Британія).
Звертаючи увагу на широку аудиторію слухачів і кажучи про стиль в якому виконує група - назвати це репом буде вкрай грубо. На погляд слухачів це абсолютно інший реп, а не той який ми звикли чути від інших відомих виконавців подібного жанру. Самі ж учасники називають це - вірші покладені на ритмічну основу. Пісні «Тарантінос» можна спокійно назвати еталоном нової реп музики, де цінуються моральні і духовні цінності. Максимально підібрані слова і фрази допомагають кожному слухачеві знайти в цих піснях себе і відчути переживання і радість автора.
До створення групи всі учасники отримували досвід в інших проектах, організовували масштабні фестивалі, були переможцями різних конкурсів і навіть виступали з уже відомими на сьогоднішній день артистами. Можливо, саме цей шлях через терни став хорошим внеском у їхній майбутній кар'єрі. Вони не женуться за модою але і не перестають дивувати своїх шанувальників новими треками, які слухали і будуть продовжувати слухати ще багато років.
Найвідомішими роботами Тарантінос вважається кліп знятий спільно з популярними блогерами «Дорожнього контролю» Віталієм Косенко, Олександром Куницьким і Романом Хейсином - На позитиві. Веселий  кліп закликає слухачів знаходити в усьому позитивний настрій.
Другий відомою роботою став кліп «Солдати». Тарантінос виявилися першими хто не тільки написав емоційну баладу про українських воїнів, а й зняв перший в Україні кліп за участю солдатів Національної Гвардії, який свого часу став свого роду молитвою для кіборгів захищають Донецький аеропорт.
Третім і найбільшим ранньої роботою був кліп «Вуличні гонки», який в буквальному сенсі розлетівся по всьому СНД і приніс гурту Тарантінос першу популярність.
І на останок останній кліп «Знімай мене, знімай» представлений в жовтні минулого року, відразу ж влучив у хіт парад одного з найпопулярніших музичних каналів на ютуб. Сюжет кліпу про сільського даішника який прагне стати зіркою ютуба. Така свого роду пародія не зможе не підняти настрій будь-якому глядачеві.
Потрапити на концерт групи Тарантінос раніше було дуже проблематично, хлопці не особливо женуться за популярністю і за свого часу існування вкрай рідко давали великі концерти.

## Склад
- Denny Mc — репер;
- LC (Ledi Cat) — вокал;
- Максим Олефір — гітара.
- Papa Tone - репер
- Павел Кулик - продюссер

## Дискографія
- Tarantinos ft. LC & Papa Tone — «Вуличні гонки» (2014)(рос.)[2]
- Tarantinos — «Платиновий альбом»(2015) [Архівовано 6 березня 2016 у Wayback Machine.]
- Tarantinos — «Визнання»(2015) [Архівовано 6 березня 2016 у Wayback Machine.]